# تجارب‌الامم
تجارب الامم و تعاقب الهمم کتابی است تاریخی، نوشتهٔ احمد بن محمد مسکویه که رویدادهای سال‌های بین ۲۹۵-۳۶۹ق را دربر دارد.
از آن روی که مسکویه خود خزانه‌دار و وزیر  خاندان بویه در باختر ایران بوده‌است، کتاب او ارزش ویژه‌ای دارد. جلد نخست این اثر شِش جلدی، توجه به تاریخ همگانی دارد و به ویژه از نوشته‌های گذشتگان مانند طبری استفاده کرده‌است. به کارگیری او از اسناد و مدارک دولتی، به ویژه در جلدهای آخرین، بر ارزش نوشته مسکویه بسیار افزوده است.